# Танкеры типа «Берлин»

## История строительства
Работы по проектированию и строительству универсальных транспортов снабжения типа «702 Берлин» велись с 2000 года.
Тип «702 Берлин» предназначается для обеспечения действий экспедиционных сил бундесвера в отдаленных частях Мирового океана, а также для снабжения кораблей и судов ВМС необходимыми материально-техническими средствами, продовольствием и боезапасом в ходе операций по предотвращению конфликтов, преодолению кризисов, поиска и спасения и ликвидации чрезвычайных ситуаций. Корабли типа «702 Берлин» позволяют повысить мобильность оперативных соединений, а также обеспечить действиe вооруженных сил на тех территориях, где отсутствует необходимая инфраструктура.

## Конструкция
Тип «702 Берлин» спроектирован и оборудован системами и устройствами в соответствии со стандартами ВМС Германии.
Корабли оборудованы следующим грузоподъемным оборудование: два палубных крана грузоподъемностью по 22 т и с вылетом стрелы 22 м и один — 1,0 т, два специальных лифта для боезапаса грузоподъемностью 3,5 т каждый, три комбинированных грузопассажирских лифта по 3,0 т, три автокара по 1,0 т и три по 2,0 т.
Корабли оснащены госпиталем на 43 места (мобильный медицинский центр размещен в 26 30- и 20-футовых контейнерах).
На палубе может размещаться два вертолета NH90 или Sea King.

## Список кораблей
| Название          | Бортовой номер | В составе ВМС | Примечания          |
| ----------------- | -------------- | ------------- | ------------------- |
| Berlin            | A1411          | 2001 —        | ВМБ Вильгельмсхафен |
| Frankfurt am Main | A1412          | 2002 —        | ВМБ Вильгельмсхафен |
| Bonn              | A1413          | 2013 —        | ВМБ Вильгельмсхафен |